# راتينجية برور
راتينجية بْرُوَر نوع شجري يتبع جنس الراتينجية من الفصيلة الصنوبرية.

## البيئة والانتشار
شجرة نادرة توجد في بعض مناطق شمال كاليفورنيا وجنوب أوريغون في الولايات المتحدة.

## الوصف النباتي
شجرة كبيرة ارتفاعها من 20-40 م عند اكتمال النمو.

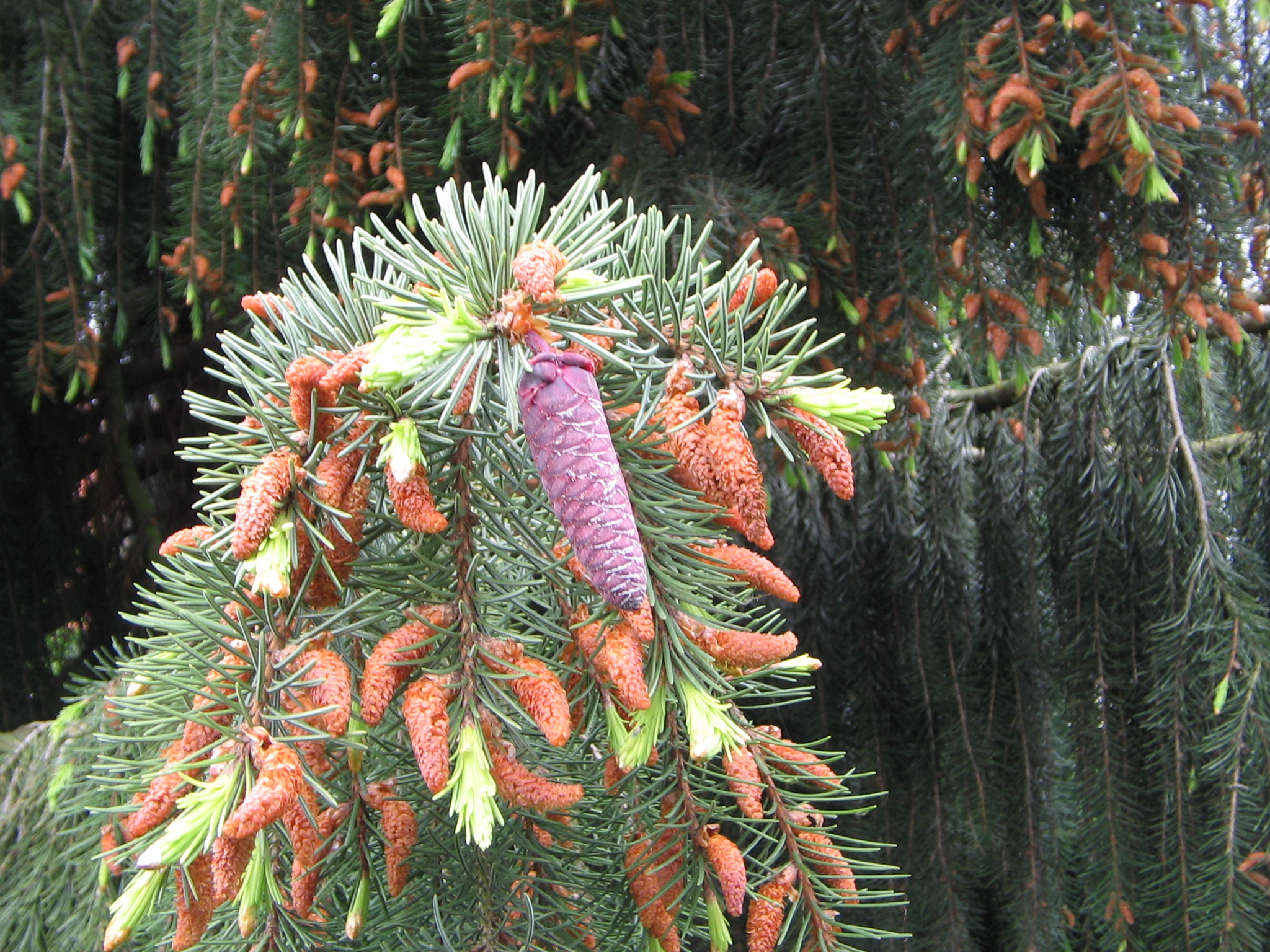
كوز راتينجية برور

## معرض صور

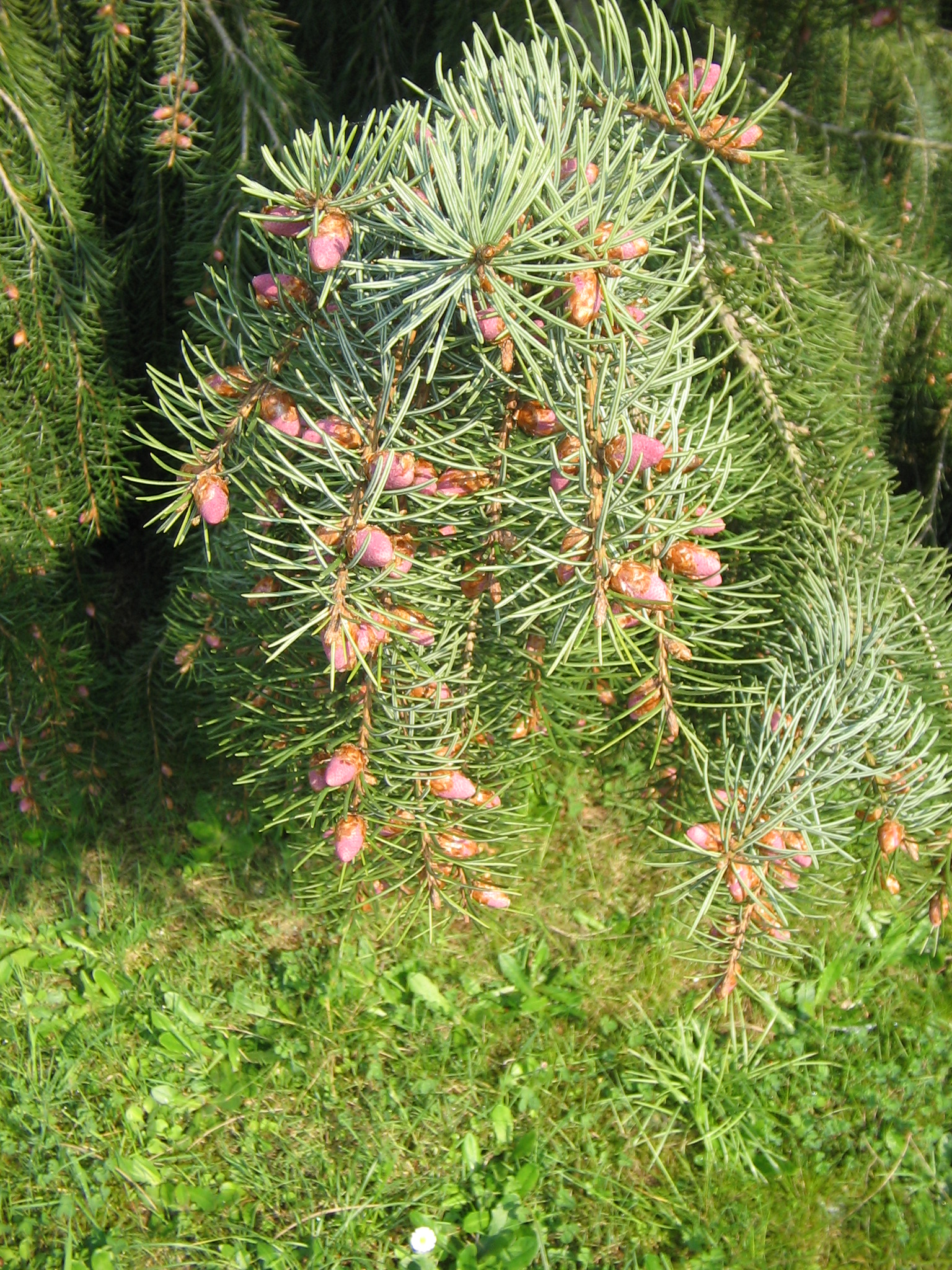
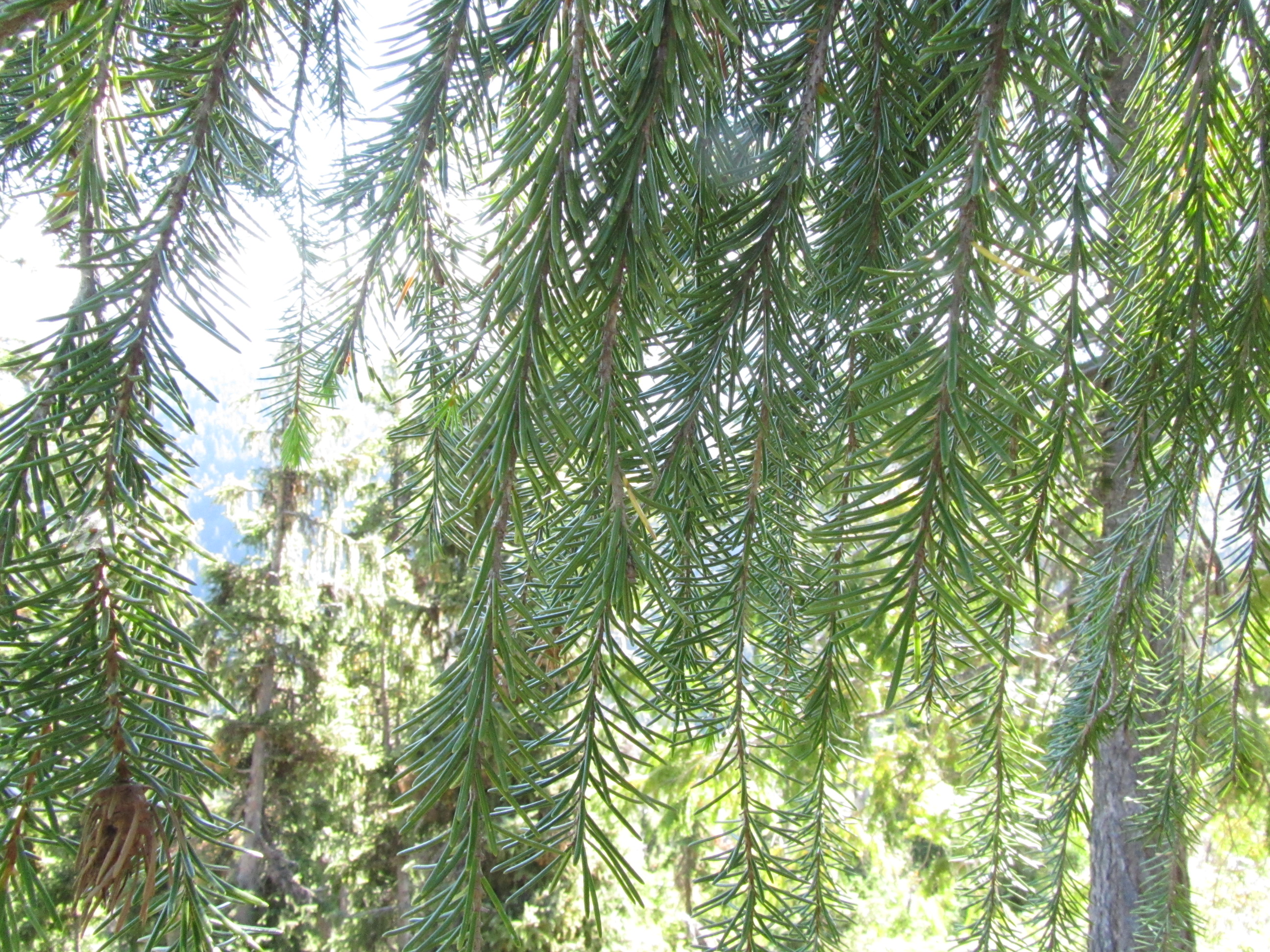
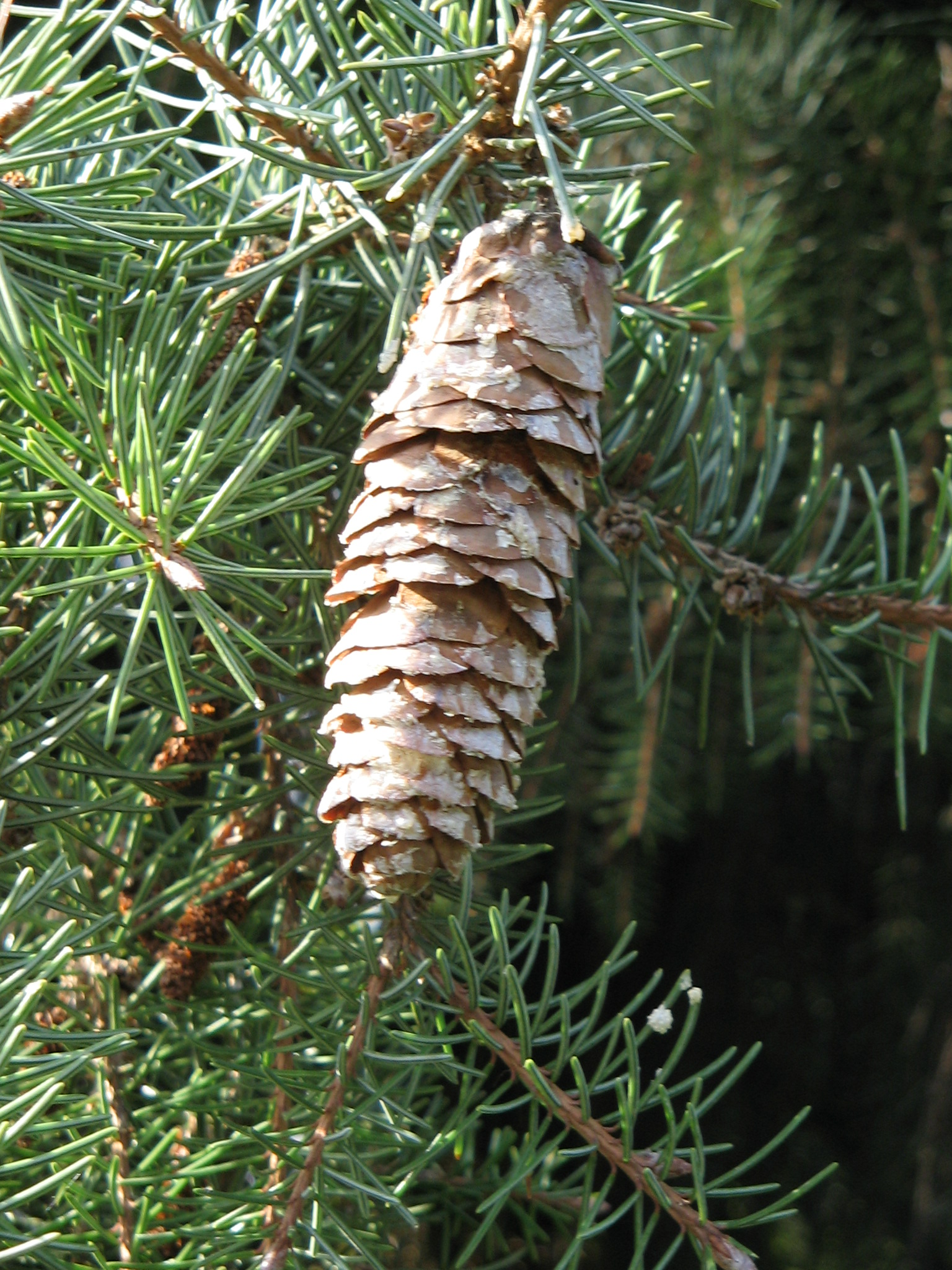
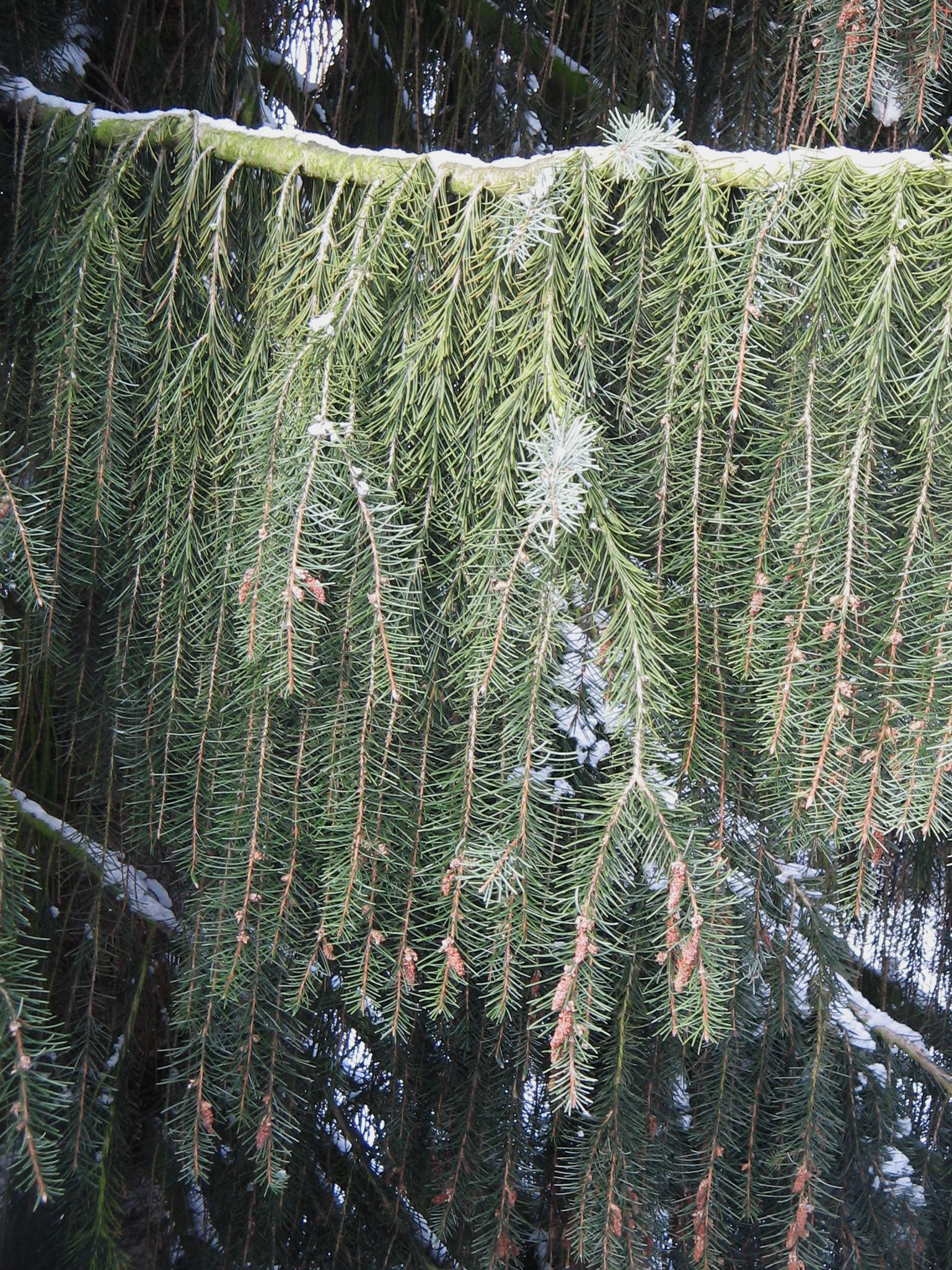
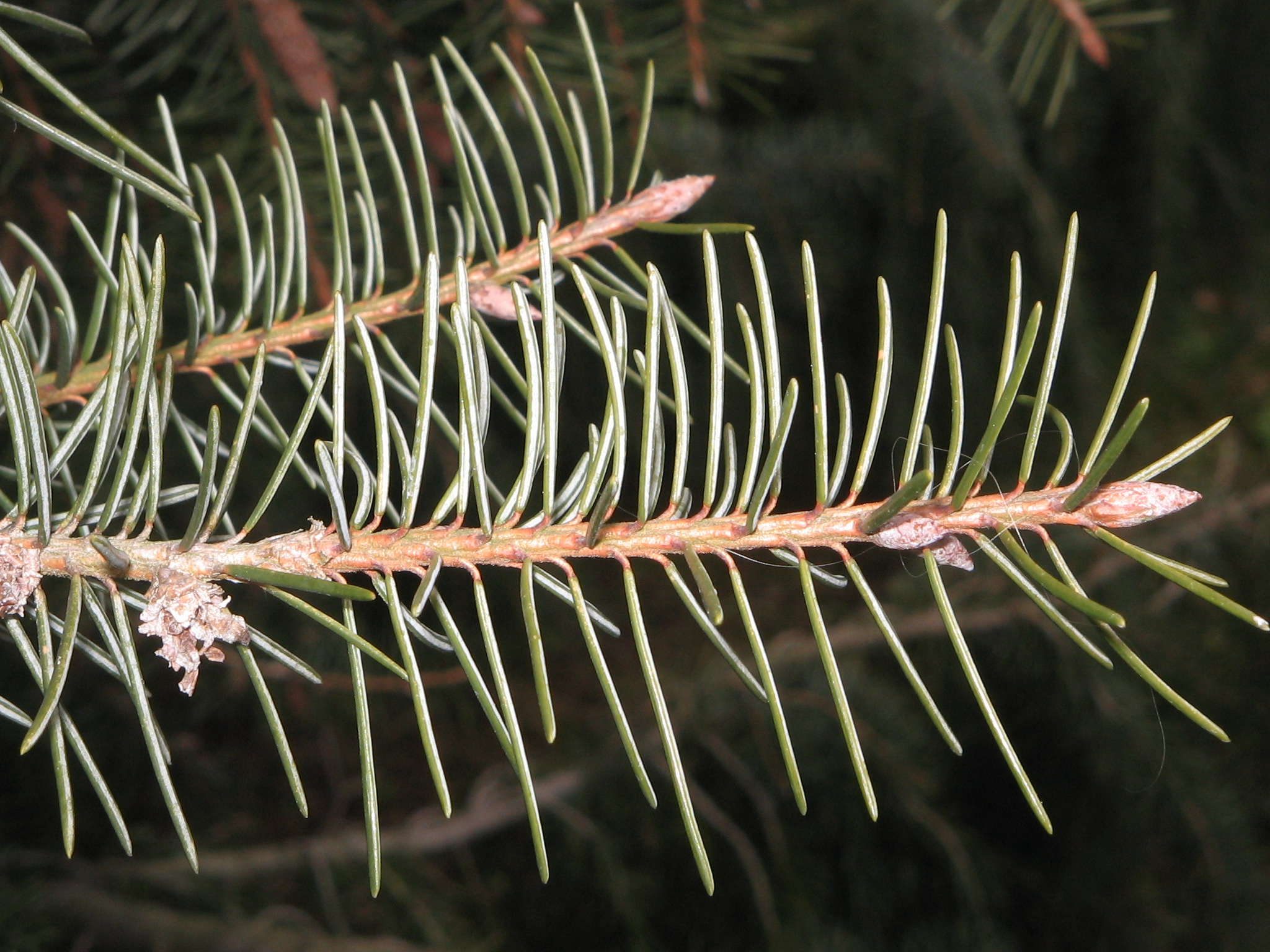